# Mikrosom
Mikrosomi su vezikuloliki mjehurići koji nastaju u laboratorijskim uvjetima. Po definiciji, mikrosomi nisu nazočni u živim stanicama. Kad eukariotske stanice razbijemo u labotoriju, od raspadnute endoplazmatske mrežice nastaju komadići koji se homogeniziraju. Izraz ne smijemo upotrebljavati za stanicu koju se nije diralo.
Mikrosome se može koncentrirati ili odvojiti diferencijalnim centrifugiranjem po gradijentu gustoće. Glatki nemaju, a hrapavi imaju vezane ribosome.